# John Lukacs
John Adalbert Lukacs (Budapest, 31 de enero de 1924-Phoenixville, Pensilvania, 6 de mayo de 2019) fue un historiador estadounidense nacido en Hungría. Su nombre era Lukács János Albert en idioma húngaro. 
Escribió más de veinticinco libros, incluyendo Five Days in London, May 1940 y A New Republic. Fue profesor de historia en el Chestnut Hill College (donde sucedió a Erik von Kuehnelt-Leddihn) desde 1947 hasta 1994, y secretario del departamento de historia de 1947 a 1974. Profesor visitante de Johns Hopkins University, Columbia University, Princeton University, La Salle University, y Eötvös Loránd University.

## Opiniones
Lukacs nació de padre católico y madre judía. Sus padres se divorciaron antes de la Segunda Guerra Mundial. Aunque educado como católico, bajo las leyes antisemitas húngaras de la época (que definían lo judío como una raza y no como religión) fue clasificado como judío. Como tal fue obligado a incorporarse a un batallón de trabajo para judíos conversos durante la guerra. Desertó tras la ocupación alemana en marzo de 1944 y escapó de la deportación a los campos de extermino entre 1944-45, sobreviviendo al sitio de Budapest. En 1946 emigró a los Estados Unidos huyendo de la creciente influencia comunista en el gobierno húngaro, sin embargo, a comienzos de los años cincuenta, escribió varios artículos en Commonweal criticando al senador Joseph McCarthy, a quien describió como un vulgar demagogo.
Lukacs veía al populismo como la mayor amenaza a la civilización. En su propia descripción, Lukacs se consideraba como reaccionario. Para él, la esencia tanto de nazismo como de socialismo era el populismo. No consideraba adecuado el uso genérico del concepto de fascismo, pues en su opinión las diferencias entre la Alemania nazi y la Italia fascista eran mayores que sus similitudes.
Lukacs argumentó que la mejor forma de gobierno es la de una élite ilustrada, preferiblemente una católica. Un tema principal de su obra ha consistido en asertos de Alexis de Tocqueville (autor francés del siglo XIX, cuya principal obra es La democracia en América, 1835-1844) en que sugería que todos los estados, fueran monarquías o repúblicas, habían sido dominados por élites aristocráticas, y que la edad de las élites aristocráticas estaba llegando a su fin; en su lugar estaría comenzando la era de las élites democráticas, que reflejaría los intereses y preocupaciones de las masas. La mayor parte de los escritos de Lukacs tienen relación con lo que considera esa transición de las élites aristocráticas a las democráticas, y sus consecuencias, especialmente en la historiografía. En su At the End of an Age (1999), Lukacs argumenta que la edad moderna (modern age) de la historia occidental, que comienza con el Renacimiento, estaba llegando a su fin (ha de advertirse que para la historiografía anglosajona modern age o modern times corresponde a una periodización que incluye la totalidad del periodo de tiempo que en la historiografía francesa o española se divide en dos edades: la Edad Moderna —early modern times— y la Edad Contemporánea —later modern times—). El tema del auge del populismo y el declive del elitismo es también el de la única novela de Lukacs (A Thread of Years, 1998), que contiene un conjunto de viñetas para cada año del siglo XX (hasta 1998) en que traza lo que el autor considera el colapso de los valores tradicionales americanos (es decir, estadounidenses) de conducta caballerosa y educada, frente a lo profano y vulgar de la moderna cultura americana. Lukacs se ve a sí mismo como defensor de los valores tradicionales de la civilización occidental contra lo que ve como los destructores efectos igualitarios de la moderna civilización de masas (véase elitismo, civilización, modernidad, modernización, sociedad preindustrial, sociedad industrial, sociedad postindustrial, cultura de masas, José Ortega y Gasset —La rebelión de las masas, 1930—).
Desde su anglofilia (reconocida por él mismo), su figura histórica favorita es Winston Churchill, a quien Lukacs considera el mayor estadista del siglo XX, y el salvador no solo del Reino Unido, sino de toda la civilización occidental. Un tema recurrente en la obra de Lukacs es el que presenta como gran duelo entre Winston Churchill y Adolf Hitler por el dominio del mundo. La gran lucha entre sus personalidades contrastadas, que Lukacs define como el reaccionario arquetípico y el revolucionario arquetípico, es el tema principal de The Last European War (1976), The Duel (1991), Five Days in London (1999) y el último libro de Lukacs Blood, Toil, Tears and Sweat (2008), sobre el primer gran discurso de Churchill como primer ministro. Aunque Lukacs argumenta que Gran Bretaña por sí misma no podía derrotar a Alemania, y que la responsabilidad principal recaía en los Estados Unidos y la Unión Soviética, señala que en el año decisivo de 1940 Churchill consiguió asegurarse de que Alemania no ganaría la guerra, sentando las bases de la posterior victoria aliada.
Lukacs mantiene fuertes convicciones neo-aislacionistas, y quizás de forma inusual para un emigrado húngaro anticomunista, se opuso fuertemente a la Guerra Fría. Solía argumentar que la Unión Soviética era una potencia débil a punto de derrumbarse, y sostenía que la guerra fría era un innecesario desperdicio de vidas y recursos estadounidenses. Por similares causas, criticó fuertemente la presidencia de George W. Bush y ha condenado la invasión de Irak de 2003.
En su libro George F. Kennan and the Origins of Containment, 1944-1946 (1997), una colección de la correspondencia intercambiada entre los años 1994-1995 por Lukacs y su íntimo amigo George F. Kennan; tanto uno como otro critican la interpretación de la Guerra Fría propia de la Nueva Izquierda (New Left), según la cual esta fue provocada por los Estados Unidos. Lukacs argumenta que aunque Iósif Stalin es el responsable principal de su inicio, fue la presidencia de Dwight Eisenhower la que desperdició la oportunidad de acabarla en 1953 tras la muerte de aquel, lo que la prolongó innecesariamente en las siguientes décadas.

### El Hitler de la Historia
Desde 1977 Lukacs ha sido uno de los principales críticos del historiador británico David Irving, a quien suele acusar de involucrarse en prácticas que no cumplen los criterios académicos y de mantener posiciones neonazis. En una crítica al libro de Irving Hitler's War (1977), Lukacs le calificaba de "revisionista de derechas", y aunque reconocía que admiraba algunos de los primeros trabajos de este autor y esperaba mucho de este libro, se había decepcionado. Lukacs comentaba que Irving había utilizado acríticamente los recuerdos personales de los que conocieron a Hitler para presentarle desde la luz más favorable posible. En su crítica, también argumenta que aunque la Segunda Guerra Mundial tuvo un final desgraciado por la dominación soviética del este de Europa, fue mejor eso que una Europa entera en manos de Hitler.
El libro de Lukacs The Hitler of History (1997), una prosopografía de los historiadores que han escrito biografías de Adolf Hitler contiene en parte una crítica sustancial a la obra de Irving. Este, por su parte, se ha empeñado en lo que muchos consideran ataques racistas antisemitas contra aquel. Lukacs se muestra muy orgulloso de su fe católica, pero el hecho de que su madre sea judía le hace merecer para Irving el calificarlo como "un historiador judío". 
En The Hitler of History, Lukacs examina el estado de la opinión sobre Hitler de los intelectuales de aquella época, inspirado por el ejemplo del libro de Pieter Geyl Napoleon For and Against (Pro y Contra Napoleón), mientras al mismo tiempo ofrece sus propias observaciones sobre el líder nazi. Además, The Hitler of History pretende servir como comienzo de la "historización" de Hitler que Martin Broszat reclamaba en un ensayo de 1986.
Para Lukacs, Hitler era un populista racista, nacionalista y revolucionario, que extraía sus apoyos más fuertes de las clases medias y la clase trabajadora. Suele criticar a los historiadores marxistas y liberales que consideran que la mayoría de la clase trabajadora alemana era fuertemente antinazi. Según Lukacs, ocurrió exactamente lo contrario. Cada capítulo de The Hitler of History se dedica a un tópico particular, como por ejemplo si Hitler era reaccionario o revolucionario; nacionalista o racista; y a examinar lo que Lukacs considera que eran las verdaderas raíces de la ideología de Hitler. Lukacs concluye que lo que Hitler expone en Mein Kampf (que desarrolló su creencia en la ideología de la pureza racial durante su estancia en la Viena anterior a la Primera Guerra Mundial (aún bajo el Imperio austrohúngaro de los Habsburgo) es una idea falsa. En vez de ello, Lukacs data la conversión de Hitler al antisemitismo en 1919, ya en el Múnich de la posguerra y la revolución espartaquista, en particular durante los hechos que rodearon la efímera República Soviética Bávara y su derrota por los Freikorps (unidades paramilitares de extrema derecha). Muy influenciado por la obra de Rainer Zitelmann, Lukacs describe a Hitler como un revolucionario modernizador autoconsciente. Citando la crítica del nacional-socialismo desarrollada por historiadores conservadores alemanes como Hans Rothfels y Gerhard Ritter desde 1945, Lukacs describe el movimiento nazi como la culminación de todas las fuerzas oscuras que surgen de la civilización moderna.
Para Lukacs, la Operación Barbarroja (invasión alemana de la Unión Soviética) no estaba inspirada por el anticomunismo o en ningún plan a largo plazo para la conquista de territorios, como se sugería por historiadores como Andreas Hillgruber (quien propuso que Hitler tenía un stufenplan —plan "paso a paso"—), sino que más bien fue una reacción ad hoc a la que Hitler se vio forzado, dada la negativa británica a rendirse en 1940-41. Lukacs argumenta que la razón que Hitler ofreció para la invasión era por tanto la real: Inglaterra no se rendiría porque Churchill mantenía la esperanza de que la Unión Soviética entraría en la guerra junto a los aliados, lo que no dejaba a Alemania otra opción que eliminar esa esperanza; muchos historiadores han argumentado que tal razón era sólo un pretexto. Al mismo tiempo, Lukacs ha sido uno de los principales críticos de Viktor Suvorov, atacando la idea de este de considerar la Operación Barbarroja como una "guerra preventiva" a la que Alemania se vio obligada por la agresividad de Iósif Stalin, que, según Suvorov, estaba planeando atacar Alemania solo un poco más tarde del verano de 1941.

## Últimos trabajos
En Democracy and Populism: Fear and Hatred (2005), Lukacs escribe sobre el estado actual de la democracia estadounidense. Advierte que el populismo que percibe en ascenso en los Estados Unidos les vuelve vulnerables a la demagogia. Considera que esta degeneración de la democracia liberal hacia el populismo es evidente en cosas tales como el sentimiento popular, sustituto actual de lo que una vez fue opinión pública, y la propaganda y el infotainment (expresión compuesta de información y entretenimiento), que han sustituido al conocimiento y la historia. En el mismo libro, Lukacs critica la legalización del aborto, la pornografía, la clonación y la permisividad sexual, como marcas de decadencia, depravación, corrupción y amoralidad de la moderna sociedad americana.
Más recientemente, Lukacs ha escrito Hitler and Stalin (2006), un estudio de los dos líderes enfocado en los acontecimientos que llevaron a la Operación Barbarroja. En 2007, Lukacs publicó George Kennan: A Study of Character, biografía de su buen amigo George F. Kennan basada en su privilegiado acceso a los papeles privados de este. Su último libro Blood, Toil, Tears and Sweat (2008) es una continuación de una serie de libros laudatorios sobre Winston Churchill.

## Obras
- The Great Powers and Eastern Europe (New York: American Book Co., 1953).[10]
- A History of the Cold War (Garden City, N.Y.: Doubleday, 1961).
- Decline and Rise of Europe: A Study in Recent History, With Particular Emphasis on the Development of a European Consciousness (Garden City, N.Y., Doubleday, 1965).
- A New history of the Cold War (Garden City, N.Y.: Doubleday, 1966).
- Historical Consciousness; or, The Remembered Past (New York: Harper & Row, 1968).[11][12][13][14]
- The Passing of the Modern Age (New York: Harper & Row, 1970).[15]
- A Sketch of the History of Chestnut Hill College, 1924–1974 (Chestnut Hill, PA: Chestnut Hill College, 1975).[16]
- The Last European War: September 1939–December 1941 (Garden City, N.Y.: Anchor Press, 1976).[17]
- 1945: Year Zero (New York: Doubleday, 1978).[18]
- Philadelphia: Patricians and Philistines, 1900–1950 (New York: Farrar, Straus, Giroux, 1981).[19][20]
- Outgrowing Democracy: A History of the United States in the Twentieth century (Garden City, N.Y.: Doubleday, 1984).[11][21][22]
- Budapest 1900: A Historical Portrait of a City and Its Culture (New York: Weidenfeld & Nicolson, 1988).
- Confessions of an Original Sinner (New York: Ticknor and Fields, 1990).
- The Duel: 10 May–31 July 1940: the Eighty-Day Struggle between Churchill and Hitler (New York: Ticknor & Fields, 1991).
- The End of the Twentieth Century and the End of the Modern Age (New York: Ticknor & Fields, 1993).
- Destinations Past: Traveling through History with John Lukacs (Columbia, MO: University of Missouri Press, 1994).
- The Hitler of History (New York: A. A. Knopf, 1997).
- George F. Kennan and the Origins of Containment, 1944–1946: the Kennan-Lukacs Correspondence, Introduction by John Lukacs. (Columbia, Mo.: University of Missouri Press, 1997).
- A Thread of Years (New Haven [Conn.]: Yale University Press, 1998).[23]
- Five Days in London, May 1940 (New Haven [Conn.]: Yale University Press, 1999).
- A Student's Guide to the Study of History (Wilmington, DE: ISI Books, Intercollegiate Studies Institute, 2000).
- Churchill: Visionary, Statesman, Historian (New Haven [Conn.]: Yale University Press, 2002).
- At the End of an Age (New Haven [Conn.]: Yale University Press, 2002).[24][25]
- A New Republic: A History Of The United States In The Twentieth Century(New Haven [Conn.]: Yale University Press, 2004).
- Democracy and Populism: Fear & Hatred (New Haven: Yale University Press, 2005).[26][27][28]
- Remembered Past: John Lukacs On History, Historians & Historical Knowledge: A Reader (Wilmington, DE: ISI Books, Intercollegiate Studies Institute, 2005).
- June 1941: Hitler and Stalin. New Haven; London: Yale University Press, 2006 (ISBN 0-300-11437-0).
- George Kennan: A Study of Character. New Haven; London: Yale University Press, 2007 (ISBN 0-300-12221-7).
- Blood, Toil, Tears and Sweat: The Dire Warning. New York: Basic Books, 2008 (ISBN 0-465-00287-0).
- Last Rites. New Haven; London: Yale University Press, 2009 (ISBN 978-0-300-11438-6).
- A Short History of the Twentieth Century. Cambridge: Harvard University Press, 2013 (ISBN 978-84-15832-27-0).

### Ediciones en español
Lukacs, John (1975) El fin de la edad moderna. Organización editorial Novaro S.A.
- John Lukacs (2001). Cinco días en Londres, mayo de 1940: Churchill solo frente a Hitler. Turner. ISBN 978-84-7506-501-4.[29][30]

- — (2003). El Hitler de la historia: juicio a los biógrafos de Hitler. Ediciones Turner. ISBN 978-84-7506-595-3.

- — (2007). Junio de 1941: Hitler y Stalin. Ediciones Turner. ISBN 978-84-7506-785-8.[31][32]

- — (2008). Sangre, sudor y lágrimas: Churchill y el discurso que ganó una guerra. Ediciones Turner. ISBN 978-84-7506-861-9.

- — (2010). George Kennan: estudio de una personalidad. Editorial Sombra. ISBN 978-84-937354-2-5.

- — (2011). El futuro de la historia. Ediciones Turner. ISBN 978-84-7506-446-8.

- — (2014). Historia mínima del Siglo XX. Ediciones Turner. ISBN 978-84-15832-27-0.

- — (2013). Últimas voluntades: Memorias de un historiador. Turner. ISBN 9788415427728.
- — (2023). Confesiones de un pecador original. Encuentro. ISBN 978-84-1339-209-7.

#### Ensayos
- The Universality of National Socialism (The Mistaken Category of `Fascism’), de John Lukacs

#### Artículos
- George Kennan: A Study of Character, reseña por James Traub en The New York Times, April 29, 2007.
- The People's Hitler Does Hitler's popularity discredit populism itself?: A Review of The Hitler of History, de Adam Shatz
- Churchill: Visionary. Statesman. Historian, reseña
- The Anti-Populist Traditionalist historian John Lukacs laments the direction of conservatism in America, de Jeet Heer
- Review of THE HITLER OF HISTORY by John Lukacs & EXPLAINING HITLER: THE SEARCH FOR THE ORIGINS OF HIS EVIL, de Ron Rosenbaum
- History in a Democratic Age: A Conversation with John Lukacs
- Towards the Fuhrer: Review of The Hitler Of History
- Churchill and His Myths

### Entrevistas
- February 2000 In Depth interview with John Lukacs
- 2005 Schuylkill Oral History Project interview
- "New Books in History"